# Statsbegravelse
En statsbegravelse er en stort anlagt begravelse, der normalt gives til statsoverhoveder og politikere samt i sjældnere grad kulturpersonligheder som forfattere, skuespillere, komponister og elitesportsudøvere. Ved statsbegravelsen deltager normalt  repræsentanter for samfundets top fra ind- og udland.
En begravelse betalt af staten er ikke nødvendigvis det samme som en statsbegravelse, hvis afdødes familie fx ønsker at begravelsen skal ske under private former.
Der findes ingen forfatningsmæssige bestemmelser om statsbegravelser. Det afgørende er, at afdøde vurderes at have haft stor betydning for landet. Begravelsen kan derfor gennemføres, så befolkningen kan følge den eller deltage ved, at en kortege kører gennem en by eller at tv transmitterer den. 
Et nyere eksempel på en dansk statsbegravelse var Karsten Krabbes begravelse i oktober 2008. Krabbe var udstationeret af PET og omkom ved bombningen af Hotel Marriott i Islamabad 20. september 2008.